# Cap des Barres
Das Cap des Barres (französisch) ist ein Kap am nordwestlichen Ende der Pétrel-Insel im Géologie-Archipel vor der Küste des ostantarktischen Adélielands.
Das Kap war während des Internationalen Geophysikalischen Jahres (1957–1958) Standort von Fluxmetern zur Bestimmung des magnetischen Flusses.